# شبکه‌های خودمختار یا خودکار
شبکه‌های خودمختار از مفهوم محاسبات خودکار پیروی می‌کنند، ابتکاری که توسط IBM در سال ۲۰۰۱ آغاز شد. هدف نهایی آن ایجاد شبکه‌هایی با قابلیت خود مدیریتی، برای غلبه بر پیچیدگی رو به رشد اینترنت و دیگر شبکه‌ها می‌باشد. همچنین از دیگر اهداف آن می‌توان به فراهم کردن امکان رشد بیشتر شبکه‌ها (بسیار بیشتر از اندازه امروز آنها) اشاره کرد.

## افزایش اندازه و پیچیدگی
پیچیدگی مدیریتی رو به شد اینترنت که ناشی از رشد سریع آن است توسط برخی کارشناسان به عنوان یک مشکل بزرگ در نظر گرفته می‌شود که قابلیت استفاده آن را در آینده دچار مشکل و محدودیت می‌کند.
علاوه بر این، تلفن‌های هوشمند که محبوبیت خاصی دارند، کامپیوترهای شخصی، لوازم صوتی و تصویری شبکه شده و کنسول‌های بازی به یکدیگر متصل می‌شوند. رایانش فراگیر نه تنها ویژگی‌هایی دیگری را نیز اضافه می‌کند، بلکه زیرساخت‌های شبکه موجود را با وظایف بیشتری سنگین می‌کند که تنها با مداخله انسانی قابل مدیریت نیستند.
یکی دیگر از جنبه‌های مهم، هزینه کنترل دستی تعداد زیادی از قطعات مهم و حیاتی زیرساخت‌های شبکه فعلی است.

## سامانهٔ عصبی خودمختار
دستگاه عصبی خودمختار (ANS) بخشی از سیستم عصبی در ناخودآگاه انسان است که به‌طور آگاهانه کنترل نمی‌شود. عملکردها و فعالیت اعضای خاص بدن را تنظیم می‌کند. همان‌طور که توسط IBM پیشنهاد شده‌است، سیستم‌های ارتباطی آینده ممکن است به شیوه ای مشابه عملکرد ANS (دستگاه عصبی خودمختار) طراحی شوند.

## اجزای شبکه‌های خودمختار
از آنجایی که خودمختاری از نظر مفهومی از موجودات بیولوژیکی یا نهاده‌های زیستی مانند سیستم عصبی خودمختار انسان مشتق می‌شود، هر یک از حوزه‌ها می‌توانند به صورت استعاری به جنبه‌های عملکردی و ساختاری یک موجود زنده مرتبط باشند.
در بدن انسان، سیستم خودمختار عملکردهای مختلفی از جمله تنفس شخص، سطح فشار خون، وضعیت گردش خون و پاسخ‌های هیجانی را تسهیل و تنظیم می‌کند. سیستم عصبی خودمختار یک بافت ارتباطی است که از حلقه‌های بازخورد بین حالت‌های داخلی و منابع مختلف پشتیبانی می‌کند که در آن‌ها شرایط داخلی و خارجی تحت نظارت قرار دارند.

### خودآگاهی
خودآگاهی (Autognostics)شامل گستره وسیعی از قابلیت‌های خودیابی، آگاهی و تجزیه و تحلیل در فرد است که به سیستم خودمختار دید و بینشی در مورد وضعیت ناخودآگاه ارائه می‌دهد.
به عبارت دیگر، این قابلیت نشان‌دهنده زیرسیستم‌های ادراکی است که اطلاعات مربوط به وضعیت‌ها، شرایط داخلی و خارجی را جمع‌آوری، تجزیه و تحلیل و گزارش می‌کنند.
به عنوان مثال، ممکن است به عنوان چشم‌ها، قشر بینایی و اندام‌های ادراکی سیستم در نظر گرفته شود. خودآگاهی یا به معنای واقعی کلمه «خودشناسی»، سیستم خودمختار را به عنوان مبنایی برای پاسخ و اعتبارسنجی قرار می‌دهد.
قابلیت خودآگاهی قوی، ممکن است شامل بسیاری از «حواس ادراکی» متفاوت باشد.
مثلاً، بدن انسان اطلاعات را از طریق حواس پنج‌گانه معمولی به علاوه حس ششم (حس موقعیت بدن و جهت‌گیری) و از طریق حالات عاطفی و احساسی که نشان دهنده صحت کلی بدن است، جمع‌آوری می‌کند.
با تغییر شرایط و حالات، احساسات و ادراکات بیان شده توسط ناظران حسی بدن شناسایی می‌شوند و مبنایی برای انطباق سیستم‌های مرتبط فراهم می‌کنند.
در چنین سیستمی الگوهای شناختی از دو محیط داخلی و خارجی بدست می‌آید، به گونه‌ای که می‌توان ارزش نسبی را به هر حالت درک شده نسبت داد؛ مثلاً تهدید فیزیکی درک شده (یک مار) می‌تواند منجر به تنفس سطحی سریع مرتبط با پاسخ جنگ-پرواز شود، که از نظر فیلوژنتیکی مؤثر است. این در واقع یک مدل تعامل با تهدیدات قابل تشخیص است.
در مورد شبکه‌های خومختار یا خودکار، وضعیت شبکه ممکن است با ورودی‌های زیر تعریف شود:
- عناصر شبکه منفرد مانند سوئیچ‌ها و رابط‌های شبکه از جمله
  - مشخصات و پیکربندی
  - سوابق تاریخی و وضعیت فعلی
- جریان‌های ترافیکی
- میزبان‌های نهایی
- داده‌های عملکرد برنامه
- نمودارهای منطقی و مشخصات طراحی

اکثر این منابع، دیدگاه‌های نسبتاً خام و پردازش نشده‌ای را نشان می‌دهند که گسترهٔ ارتباطی محدودی دارند.
پس پردازش و اشکال مختلف تجزیه و تحلیل باید برای ایجاد اندازه‌گیری‌ها و ارزیابی‌های معنی دار که می‌توان بر اساس آن وضعیت فعلی را استخراج کرد، اعمال شوند.
سیستم خودآگاهی با موارد زیر در تعامل است:
- مدیریت پیکربندی - برای کنترل عناصر و رابط‌های شبکه
- مدیریت سیاست - برای تعریف اهداف و محدودیت‌های عملکرد
- دفاع خودکار - برای شناسایی حملات و انطباق با تأثیر پاسخ‌های دفاعی

### مدیریت پیکربندی
مدیریت پیکربندی، مسئول تعامل با عناصر شبکه و واسط‌ها است. این شامل یک قابلیت حسابرسی با در نظر گرفتن پیشینه تاریخی است که امکان ردیابی پیکربندی‌ها را در طول زمان با توجه به شرایط مختلف فراهم می‌کند. در استعاره زیستی، این به منزله دست‌ها و تا حدودی حافظه سیستم خودمختار می‌باشد.
در یک شبکه، اصلاحات و تأمین نیازمندی‌ها، از طریق تنظیمات پیکربندی تجهیزات خاص اعمال می‌شود. اجرای مؤثر بر دسترسی و عملکرد انتخابی با توجه به نقش و روابط نیز اعمال شده‌است.
تقریباً همه «اقدامات» که در حال حاضر توسط مهندسان بشر شکل گرفته‌است، تحت این حوزه قرار می‌گیرند. تنها به استثنای چند مورد، رابط‌ها با دست، یا با امتداد دست، از طریق خطوط خودکار تنظیم می‌شوند.
مفهوم ضمنی در فرایند پیکربندی نگهداری یک اجتماع پویا از دستگاه‌های تحت مدیریت، ثبت سابقه تاریخی تغییرات و دستورالعمل‌هایی است که تغییرات را فراخوانی می‌کنند، می‌باشد.
به‌طور معمول برای بسیاری از توابع و عملکردهای حسابداری، مدیریت پیکربندی باید قابلیت اجرایی کردن روی دستگاه‌ها را داشته باشد و سپس تغییرات را برای بازیابی تنظیمات قبلی بازگرداند. در مواردی که تغییر ممکن است منجر به حالت‌های غیرقابل بازگشت شود، سیستم فرعی باید بتواند پیامدهای تغییرات را قبل از صدور آنها ارزیابی کند.
همان‌طور که دستورالعمل برای تغییر باید از زیرسیستم‌های دیگر نشات بگیرد، زبان مشترک برای چنین دستورالعمل‌هایی باید از جزئیات دستگاه‌های موجود و مرتبط استخراج شود. سیستم فرعی مدیریت پیکربندی باید قادر به ترجمه بدون ابهام بین دستورالعمل‌ها و اقدامات سخت باشند یا بتواند نیاز به جزئیات بیشتر در مورد یک دستورالعمل را نشان دهند. یک ظرفیت استنتاجی ممکن است برای پشتیبانی از انعطاف کافی مناسب باشد (یعنی پیکربندی هرگز رخ نمی‌دهد زیرا هیچ نگاشت یک به یک منحصر به فرد بین دستورالعمل و تنظیمات پیکربندی وجود ندارد).
در جاییکه که استانداردها کافی نیستند، ممکن است برای به دست آوردن دانش و اطلاهات جدید در مورد دستگاه‌های مورد استفاده و پیکربندی آنها به ظرفیت یادگیری نیز نیاز باشد.
مدیریت پیکربندی با تمام زیرسیستم‌های دیگر تعامل دارد. از جمله:
- autognostics - جهت و اعتبار تغییرات را دریافت می‌کند
- مدیریت سیاست - مدل‌های سیاست را از طریق نقشه‌برداری به منابع زیربنایی پیاده‌سازی می‌کند
- امنیت - محدودیت‌های دسترسی و مجوز را برای اهداف سیاستی خاص اعمال می‌کند
- دفاع خودکار - جهت تغییرات را دریافت می‌کند

### مدیریت سیاست
مدیریت سیایت شامل تعیین مشخصات و خط مشی، استقرار، استدلال در مورد سیاست‌ها، به روز رسانی و حفظ خط سیاست، و اجرای آنها می‌شود. مدیریت مبتنی بر سیاست Policy-based management)برای موارد زیر مورد نیاز است:
- محدود کردن انواع مختلف رفتار از جمله امنیت، حریم خصوصی، دسترسی به منابع و همکاری
- مدیریت پیکربندی
- توصیف فرآیندهای کسب و کار و تعریف عملکرد
- تعریف نقش و رابطه، و ایجاد اعتماد و شهرت

این مدل، مدل‌هایی از محیط و رفتار را ارائه می‌کند که تعامل مؤثری با اهداف خاص را نشان می‌دهند. در سیستم شبکه عصبی انسان، این مدل‌ها در طراحی تکامل موجودات بیولوژیکی و مختص اهداف بقا و زاد و ولد هستند.
تعریف آنچه که یک خط مشی یا سیاست را تشکیل می‌دهد برای در نظر گرفتن آنچه در مدیریت آن دخیل است ضروریمی باشد. در واقع یک چارچوب نسبتاً منعطف و انتزاعی از ارزش‌ها، ارتباطات، نقش‌ها، تعاملات، منابع و دیگر اجزای محیط شبکه مورد نیاز است.
این زیر سیستم فراتر از شبکه فیزیکی به برنامه‌های کاربردی در حال استفاده و فرایندها و کاربران نهایی که شبکه را برای دنبال کردن اهداف خاص بکار می‌گیرند، گسترش می‌یابد. همچنین باید ارزش‌های نسبی منابع، نتایج و فرآیندهای متفاوت را بیان کند و مبنایی برای ارزیابی حالت‌ها و شرایط مختلف داشته باشد.
این چارچوب باید مطابق با تعریف فرایند و اهداف، در برخی از سیستم‌های خارج از شبکه خودمختار یا ضمنی، برای اجرای سیاست خاص گنجانده شود. سپس تعاریف فرایند کسب و کار و توصیفات یک بخش جدایی ناپذیر از اجرای سیاست هستند. علاوه بر این، همان‌طور که مدیریت سیاست پایه و اساس نهایی عملکرد سیستم خودمختار را نشان می‌دهد، باید بتواند عملکرد خود را با توجه به جزئیات اجرای آن گزارش دهد.
زیرسیستم فرعی مدیریت سیاست (حداقل) به‌طور غیرمستقیم با سایر زیرسیستم‌های فرعی دیگر تعامل دارد اما در درجه اول با موارد زیر تعامل دارد:
- autognostics - ارائه تعریف عملکرد و پذیرش گزارش در مورد شرایط
- مدیریت پیکربندی - ایجاد محدودیت در پیکربندی دستگاه
- امنیت - ارائه تعاریف نقش‌ها، دسترسی و مجوزها

### دفاع خودکار یا اتوماتیک
دفاع خودکار نشان دهنده یک مکانیسم پویا و انطباقی است که به حملات مخرب و عمدی به زیرساخت شبکه یا استفاده از زیرساخت شبکه برای حمله به منابع فناوری اطلاعات پاسخ می‌دهد.
از آنجایی که اقدامات تدافعی تمایل به ممانعت از عملکرد فناوری اطلاعات دارند، آن به‌طور بهینه قادر به متعادل کردن اهداف عملکرد با اقدامات مدیریت تهدید می‌باشد. در استعاره زیستی، این زیرسیستم فرعی مکانیسم‌های قابل مقایسه با سیستم ایمنی را ارائه می‌دهد.
این زیرسیستم بایدفعالانه شبکه و زیرساخت برنامه را برای ریسک‌ها و خطرات ارزیابی کند، تهدیدها را شناسایی کرده و پاسخ‌های تدافعی و واکنشی مؤثر را تعریف کند.
در واقع این زیرسیستم نقش جنگجو و محافظ امنیتی را دارد چون در هر دو فعالیت تعمیر و نگهداری و اصلاحی نقشی بر عهده دارد.
رابطه آن با امنیت نزدیک است اما یکسان نیست - امنیت بیشتر مربوط به کنترل‌های مناسب تعریف شده و پیاده‌سازی شده برای حفظ نقش‌ها و فرآیندهای قانونی است. دفاع خودکار با نیروها و فرآیندهایی سر و کار دارد که عموماً مخرب، خارج از عملکرد نرمال سیستم هستند و ریسک‌هایی را برای اجرای موفق به وجود می‌آورند.
دفاع خودکار یا آگاهانه نیازمند دانش سطح بالا و دقیق از کل شبکه و همچنین مدل‌های ریسکی است، که به آن اجازه می‌دهند به‌طور پویا وضعیت فعلی را تجزیه و تحلیل کند. اصلاحات برای کاهش ریسک باید در تعادل با اهداف عملکرد و ارزش اهداف فرایند در نظر گرفته شود.
یک واکنش تدافعی نامناسب و بیش از حد نیاز می‌تواند سیستم را مختل کند (مانند سیستم ایمنی نامناسب که واکنش آلرژیک ایجاد می‌کند).
تشخیص رفتار یا رفتارهای شبکه یا برنامه‌ای که نشان دهنده حمله یا سوءاستفاده احتمالی است، با ایجاد یک پاسخ مناسب ممکن می‌شود. به عنوان مثال، ممکن است پورت‌ها به‌طور موقت بسته شوند یا بسته‌هایی با منبع یا مقصد خاصی فیلتر شوند.
ارزیابی بیشتر، تغییرات بعدی را نیز ایجاد می‌کند یا اقدامات دفاعی را رها کرده یا آنها را تقویت می‌کند.
Autodefense از نزدیک با:
- امنیت - تعریف نقش‌ها و محدودیت‌های امنیتی را دریافت می‌کند و خطر را برای کاهش پیشگیرانه تعریف می‌کند.
- مدیریت پیکربندی - جزئیات شبکه را برای تجزیه و تحلیل دریافت می‌کند و تغییرات در عناصر را در پاسخ به حمله پیش‌بینی شده یا شناسایی شده هدایت می‌کند.
- autognostics - اعلان رفتارهای شناسایی شده را دریافت می‌کند

علاوه بر این ممکن است تعریفی از ارزش نسبی منابع و فرایندهای مختلف از مدیریت سیاست به منظور توسعه پاسخ‌های منطبق با سیاست دریافت کند.

### امنیت
امنیت ساختاری را ارائه می‌دهد که روابط بین نقش‌ها، محتوا و منابع را مشخص می‌کند. به خصوص با توجه به دسترسی‌های موجود.
این چارچوب شامل تعاریف و ابزارهایی برای اجرای آنها است. در اصطلاح، امنیت به دنبال مکانیسم‌های پیچیده تعاملات اجتماعی، تعریف دوستان، دشمنان، آشنایان و متحدان و ارائه دسترسی به منابع محدود بر اساس سود ارزیابی شده‌است.
ابزار کلیدی متعددی توسط امنیت به کار گرفته می‌شوند - این ابزارها شامل سه حیطه، احراز هویت، مجوز، و دسترسی (کنترل) هستند.
اساس استفاده این ابزارها نیازمند تعریف نقش‌ها و روابط آنها با منابع، فرایندها و یکدیگر است. مفاهیم سطح بالا مانند حریم خصوصی، ناشناس بودن و تأیید، در شکل تعاریف نقش و مشتق از سیاست قرار دارند. امنیت موفق به‌طور قابل اعتمادی نقش‌ها و روابط را پشتیبانی و اجرا می‌کند.
دفاع خودکار ارتباط نزدیکی با حفظ امنیت دارد؛ زیرا حفظ نقش‌های اختصاص داده شده در تعادل با عملکرد سیستم، امنیت را در معرض نقض‌های بالقوه ای قرار می‌دهد.
در این موارد، سیستم باید با ایجاد تغییراتی ممکن و قابل دسترس، توازن و تعادل را به‌طور موقت نادیده بگیرد، در واقع سیستم می‌تواند شرایط عملیاتی امنیت را نقض کند، سپس جبران کند.
معمولاً این دو به‌طور جدایی ناپذیری در هم تنیده می‌شوند - امیدواریم امنیت مؤثر تا حدودی هر گونه نیاز به پاسخ دفاعی را خنثی کند.
نقش تجدیدنظر امنیتی میانجی گری بین تقاضاهای رقیب از سیاست برای حداکثر عملکرد و به حداقل رساندن خطر با دفاع خودکار است که تعادل را زمانی که خطر اجتناب ناپذیر به تهدید تبدیل می‌شود، بازیابی می‌کند. فدراسیون یکی از چالش‌های کلیدی را که باید توسط امنیت مؤثر حل شود را نشان می‌دهد.
زیر سیستم امنیتی به‌طور مستقیم با موارد زیر تعامل دارد:
- مدیریت سیاست - دریافت دستورالعمل‌های سطح بالا مرتبط با دسترسی و اولویت
- مدیریت پیکربندی - ارسال مشخصات برای کنترل دسترسی و پذیرش
- autodefense - دریافت دستورالعمل‌های بیش از حد تحت تهدید و ارسال جزئیات محدودیت‌های امنیتی برای ارزیابی خطر

### اساس اتصال
اساس و اصول اتصال از تعامل با همه عناصر و زیر سیستم‌های سیستم‌های خودمختار یا خودکار پشتیبانی می‌کند که ممکن است از ابزارها و مکانیسم‌های مختلفی تشکیل شده باشد یا بصورت یک چارچوب مرکزی واحد و یکه باشد.
در واقع معادل و مشابه زیستی خود سیستم شبکه عصبی مرکزی است – اگرچه به عنوان سیستم خودمختار یا خودکار شناخته می‌شود، اما در واقع تنها راه ارتباطی بین توانایی‌های بدن انسان است.

## اصول شبکه‌های خودمختار
با توجه به مطالب قبلی در حال حاضر بسیاری از پروژه‌های تحقیقاتی دربارهٔ اینکه که چگونه می‌توان اصول و پارادایم‌های طبیعت را در شبکه‌سازی به کار برد در دست تحقیق می‌باشد.

### بخش‌بندی
به جای رویکرد لایه‌بندی، شبکه‌سازی خودمختار یا خودکار ساختار انعطاف‌پذیرتر و قابل تغییرپذبرتری با نام بخش‌بندی را در نظر می‌گیرد.

### ترکیب مجدد تابع
هدف از این کار تولید و طراحی یک معماری است که بتواند شکل‌گیری انعطاف‌پذیر، پویا و کاملاً مستقل شبکه‌ها را در مقیاس‌های بزرگ امکان‌پذیر کند، که در آن عملکرد هر کدام از گره‌های شبکه نیز به روش خودمختار یا خودکار تشکیل شده باشد.

### اتمیزه سازی (تجزیه ناپذیری سازی)
توابع مورد استفاده باید به واحدهای خرد یا همان اتمی شکسته شوند تا حداکثر آزادی برای ترکیب مجدد در دسترس باشد.

### حلقه کنترل بسته
یک بحث بنیادی نظریه کنترل ، کنترل حلقه بسته است که در بین اصول اساسی شبکه‌های عصبی مستقل قرار دارد. یک کنترل حلقه بسته بسته با نظارت مداوم بر پارامتر و ویژگی‌های هدف، ویژگی‌های سیستم کنترل شده را در محدوده مورد نظر حفظ می‌کند.

### پروژه‌های تحقیقاتی
- ANA Project: Autonomic Network Architecture
- ANAPORT is an open bibliography reference developed within the ANA project
- Beyond-The-Horizon: Coordination Action by the European Commission
- Bionets: Biologically-inspired concepts for networking
- BiSNET: Biologically-inspired architecture for Sensor NETworks
- BiSNET/e: A Cognitive Sensor Networking Architecture with Evolutionary Multiobjective Optimization
- Component-ware for Autonomic Situation-aware Communications, and Dynamically Adaptable Services
- Diet Agents: Indefinitely scalable hosting for systems of autonomic interacting processes
- EFIPSANS Project: Exposing the Features in IP version Six protocols that can be exploited/extended for the purposes of designing/building autonomic Networks and Services
- Haggle: An innovative Paradigm for Autonomic Opportunistic Communication بایگانی‌شده  در ۸ سپتامبر ۲۰۱۹ توسط Wayback Machine
- SOCRATES: Self-Optimization and Self-Configuration in Wireless Networks
- Dynamically Self Configuring Automotive System
- Self-NET: Self-Management of Cognitive Future InterNET Elements
- AutHoNe: Autonomic Home Networking
- SymbioticSphere: A Biologically-inspired Architecture for Scalable, Adaptive and Survivable Network Systems
- TRANS: TRANS demonstrate a tightly integrated network and service overlay architecture with advanced traffic-aware and self-organisation functionality
- UniverSELF project: Realising autonomics for Future Networks